# Stomina tachinoides
Stomina tachinoides är en tvåvingeart som först beskrevs av Fallen 1817.  Stomina tachinoides ingår i släktet Stomina och familjen spyflugor. Arten är reproducerande i Sverige. Inga underarter finns listade i Catalogue of Life.